# Comunità montana Acquacheta Romagna Toscana
La Comunità montana dell'Acquacheta - Romagna Toscana si trova in provincia di Forlì-Cesena e comprende la valle del torrente Acquacheta citato già da Dante nella Divina Commedia e quel territorio della provincia di Forlì-Cesena appartenuto al Granducato di Toscana prima dell'Unità d'Italia.
È costituita dai comuni di:
- Modigliana
- Portico e San Benedetto
- Tredozio
- Dovadola
- Rocca San Casciano